# Långtjärnen (Los socken, Hälsingland, 684605-147365)
Långtjärnen är en sjö i Ljusdals kommun i Hälsingland och ingår i Ljusnans huvudavrinningsområde.